# Gran Premio d'Ungheria 1993
Il Gran Premio d'Ungheria 1993 è stato un Gran Premio di Formula 1 disputato il 15 agosto 1993 sullo Hungaroring di Budapest. La gara è stata vinta da Damon Hill su Williams; per il pilota inglese si è trattato della prima vittoria in carriera. Il francese Alain Prost ha fatto segnare il giro migliore in qualifica per la trentesima volta in carriera, mentre l'italiano Riccardo Patrese è salito per l'ultima volta su un podio di Formula 1.

## Qualifiche
Prost conquista la sua decima pole position stagionale, precedendo il compagno di squadra Hill, Schumacher, Senna, Patrese e Berger; completano la top ten il sorprendente Martini, settimo con la Minardi, Alesi, Warwick e Suzuki.

### Classifica
| Pos | No | Pilota               | Costruttore               | Tempo    | Distacco |
| --- | -- | -------------------- | ------------------------- | -------- | -------- |
| 1   | 2  | Alain Prost          | Williams - Renault        | 1:14.631 |          |
| 2   | 0  | Damon Hill           | Williams - Renault        | 1:14.835 | +0.204   |
| 3   | 5  | Michael Schumacher   | Benetton - Ford           | 1:15.228 | +0.597   |
| 4   | 8  | Ayrton Senna         | McLaren - Ford            | 1:16.451 | +1.820   |
| 5   | 6  | Riccardo Patrese     | Benetton - Ford           | 1:16.561 | +1.930   |
| 6   | 28 | Gerhard Berger       | Ferrari                   | 1:16.939 | +2.308   |
| 7   | 24 | Pierluigi Martini    | Minardi - Ford            | 1:17.366 | +2.735   |
| 8   | 27 | Jean Alesi           | Ferrari                   | 1:17.480 | +2.849   |
| 9   | 9  | Derek Warwick        | Footwork - Mugen-Honda    | 1:17.682 | +3.051   |
| 10  | 10 | Aguri Suzuki         | Footwork - Mugen-Honda    | 1:17.693 | +3.062   |
| 11  | 7  | Michael Andretti     | McLaren - Ford            | 1:18.107 | +3.476   |
| 12  | 26 | Mark Blundell        | Ligier - Renault          | 1:18.388 | +3.757   |
| 13  | 25 | Martin Brundle       | Ligier - Renault          | 1:18.392 | +3.761   |
| 14  | 23 | Christian Fittipaldi | Minardi - Ford            | 1:18.446 | +3.815   |
| 15  | 30 | Jyrki Järvilehto     | Sauber - Ilmor            | 1:18.638 | +4.007   |
| 16  | 14 | Rubens Barrichello   | Jordan - Hart             | 1:18.721 | +4.090   |
| 17  | 29 | Karl Wendlinger      | Sauber - Ilmor            | 1:18.840 | +4.209   |
| 18  | 20 | Érik Comas           | Larrousse - Lamborghini   | 1:19.305 | +4.674   |
| 19  | 19 | Philippe Alliot      | Larrousse - Lamborghini   | 1:19.320 | +4.689   |
| 20  | 12 | Johnny Herbert       | Lotus - Ford              | 1:19.444 | +4.813   |
| 21  | 11 | Alessandro Zanardi   | Lotus - Ford              | 1:19.485 | +4.854   |
| 22  | 4  | Andrea De Cesaris    | Tyrrell - Yamaha          | 1:19.560 | +4.929   |
| 23  | 3  | Ukyo Katayama        | Tyrrell - Yamaha          | 1:20.270 | +5.639   |
| 24  | 15 | Thierry Boutsen      | Jordan - Hart             | 1:20.482 | +5.851   |
| 25  | 21 | Michele Alboreto     | Scuderia Italia - Ferrari | 1:21.502 | +6.871   |
| 26  | 22 | Luca Badoer          | Scuderia Italia - Ferrari | 1:22.655 | +8.024   |

## Gara
Al via del giro di ricognizione la vettura di Prost rimane ferma sulla griglia e il francese è costretto a partire dall'ultima posizione. Alla partenza Schumacher nel tentativo di passare Hill va troppo all'esterno e viene superato da Senna, Berger e dal compagno di squadra Patrese. Hill quindi prende il comando della corsa davanti a Senna, Berger, Patrese, Schumacher e Alesi. L'inglese conquista subito un grande vantaggio sugli inseguitori, mentre Schumacher, tentando di recuperare, compie invece un testacoda al quarto giro che lo fa andare fuori pista e riparte decimo. Nel corso della diciottesima tornata Senna, ancora secondo, si ritira per un problema all'acceleratore; Schumacher, autore di una grande rimonta, si ritrova secondo dopo aver passato il compagno di squadra al 19º giro, ma si ritirerà 6 tornate più tardi a causa di un guasto al motore. Prost nel frattempo, che aveva rimontato fino alla quarta posizione, al 21º giro deve tornare ai box per sostituire l'alettone posteriore, rientrando in pista con sette giri di ritardo. Hill comanda in solitario, Patrese amministra la seconda piazza, mentre Berger conquista il podio superando Warwick, Brundle e Martini che rimangono a lottare per il quarto posto; alla fine l'italiano esce di pista, mentre gli altri due concludono nell'ordine. Hill conquista così la prima vittoria in carriera davanti a Patrese, Berger, Warwick, Brundle e Wendlinger; per Patrese si tratta dell'ultimo podio in carriera, mentre per Warwick è l'ultimo arrivo in zona punti.

### Classifica
| Pos      | No | Pilota               | Costruttore               | Giri | Tempo/Ritiro                | Partenza | Punti |
| -------- | -- | -------------------- | ------------------------- | ---- | --------------------------- | -------- | ----- |
| 1        | 0  | Damon Hill           | Williams - Renault        | 77   | 1:47:39.098                 | 2        | 10    |
| 2        | 6  | Riccardo Patrese     | Benetton - Ford           | 77   | +1:11.915                   | 5        | 6     |
| 3        | 28 | Gerhard Berger       | Ferrari                   | 77   | +1:18.042                   | 6        | 4     |
| 4        | 9  | Derek Warwick        | Footwork - Mugen-Honda    | 76   | +1 giro                     | 9        | 3     |
| 5        | 25 | Martin Brundle       | Ligier - Renault          | 76   | +1 giro                     | 13       | 2     |
| 6        | 29 | Karl Wendlinger      | Sauber - Ilmor            | 76   | +1 giro                     | 17       | 1     |
| 7        | 26 | Mark Blundell        | Ligier - Renault          | 76   | +1 giro                     | 12       |       |
| 8        | 19 | Philippe Alliot      | Larrousse - Lamborghini   | 75   | +2 giri                     | 19       |       |
| 9        | 15 | Thierry Boutsen      | Jordan - Hart             | 75   | +2 giri                     | 24       |       |
| 10       | 3  | Ukyo Katayama        | Tyrrell - Yamaha          | 73   | +4 giri                     | 23       |       |
| 11       | 4  | Andrea De Cesaris    | Tyrrell - Yamaha          | 72   | +5 giri                     | 22       |       |
| 12       | 2  | Alain Prost          | Williams - Renault        | 70   | +7 giri                     | 1        |       |
| Ritirato | 24 | Pierluigi Martini    | Minardi - Ford            | 59   | Incidente                   | 7        |       |
| Ritirato | 20 | Érik Comas           | Larrousse - Lamborghini   | 54   | Perdita d'olio              | 18       |       |
| Ritirato | 11 | Alessandro Zanardi   | Lotus - Ford              | 45   | Cambio                      | 21       |       |
| Ritirato | 10 | Aguri Suzuki         | Footwork - Mugen-Honda    | 41   | Testacoda                   | 10       |       |
| Ritirato | 21 | Michele Alboreto     | Scuderia Italia - Ferrari | 39   | Surriscaldamento            | 25       |       |
| Ritirato | 12 | Johnny Herbert       | Lotus - Ford              | 38   | Testacoda                   | 20       |       |
| Ritirato | 22 | Luca Badoer          | Scuderia Italia - Ferrari | 37   | Testacoda                   | 26       |       |
| Ritirato | 5  | Michael Schumacher   | Benetton - Ford           | 26   | Testacoda                   | 3        |       |
| Ritirato | 23 | Christian Fittipaldi | Minardi - Ford            | 22   | Collisione con J.Alesi      | 14       |       |
| Ritirato | 27 | Jean Alesi           | Ferrari                   | 22   | Collisione con C.Fittipaldi | 8        |       |
| Ritirato | 30 | Jyrki Järvilehto     | Sauber - Ilmor            | 18   | Motore                      | 15       |       |
| Ritirato | 8  | Ayrton Senna         | McLaren - Ford            | 17   | Acceleratore                | 4        |       |
| Ritirato | 7  | Michael Andretti     | McLaren - Ford            | 15   | Acceleratore                | 11       |       |
| Ritirato | 14 | Rubens Barrichello   | Jordan - Hart             | 0    | Incidente                   | 16       |       |

## Classifiche

### Piloti
| Pos. | Pilota               | Punti |
| ---- | -------------------- | ----- |
| 1    | Alain Prost          | 77    |
| 2    | Ayrton Senna         | 50    |
| 3    | Damon Hill           | 38    |
| 4    | Michael Schumacher   | 36    |
| 5    | Riccardo Patrese     | 17    |
| 6    | Martin Brundle       | 11    |
| 7    | Mark Blundell        | 10    |
| 7    | Gerhard Berger       | 10    |
| 9    | Johnny Herbert       | 9     |
| 10   | Jyrki Järvilehto     | 5     |
| 10   | Christian Fittipaldi | 5     |
| 12   | Jean Alesi           | 4     |
| 12   | Derek Warwick        | 4     |
| 14   | Michael Andretti     | 3     |
| 15   | Philippe Alliot      | 2     |
| 15   | Karl Wendlinger      | 2     |
| 15   | Fabrizio Barbazza    | 2     |
| 18   | Alessandro Zanardi   | 1     |

### Costruttori
| Pos. | Team                    | Punti |
| ---- | ----------------------- | ----- |
| 1    | Williams - Renault      | 115   |
| 2    | McLaren - Ford          | 53    |
| 2    | Benetton - Ford         | 53    |
| 4    | Ligier - Renault        | 21    |
| 5    | Ferrari                 | 14    |
| 6    | Lotus - Ford            | 10    |
| 7    | Minardi - Ford          | 7     |
| 7    | Sauber - Ilmor          | 7     |
| 9    | Footwork - Mugen-Honda  | 4     |
| 10   | Larrousse - Lamborghini | 2     |

## Fonti
- GpUpdate.com [collegamento interrotto], su f1.gpupdate.net. URL consultato il 9 giugno 2009.
- Teamdan.org, su silhouet.com. URL consultato il 9 giugno 2009.
- Grandprix.com. URL consultato il 9 giugno 2009.